# 德云社三里屯剧场
德云社三里屯剧场，又名梦回天桥文化广场，位于北京市朝阳区工体东路4号，是德云社的演出剧场之一。

## 简介
2009年7月，建外SOHO德云华服开张。2009年12月6日，德云社分馆在三里屯开业，内设郭家菜、德云华服、德云社三里屯剧场。德云社三里屯剧场位于德云社分馆所在二层楼的第二层。
德云社三里屯剧场隶属于北京汉风堂集团公司。对外营业面积将近6000平米。观众席分为上下两层。下层为散座和雅座，散座按福、禄、寿、喜排列；雅座按梅、兰、竹、菊排列。上层设有九个包厢，以老北京城九座城门命名，正对舞台为“正阳门”包厢，其余为崇文门、宣武门、东直门、西直门等。